# Scott McVay
Scott McVay foi o 16º presidente do Instituto Chautauqua de 2001 a 2003.
Estudou na Universidade de Princeton, onde trabalhou durante onze anos.
Tem dedicado a sua vida a diversas áreas em prol da sociedade, como educação e vida animal.
Juntamente com Roger Payne, em 1967, descobriu o canto das baleias entre as baleias-jubarte.